# 聯隊 (軍事航空)
| 中文 | 美國空軍及 海軍陸戰隊 | 英聯邦系空軍 美國海軍 | 加拿大軍隊 | 隊長軍階   |
| ---- | --------------------- | --------------------- | ---------- | ---------- |
| 聯隊 |                       |                       |            | 少將或准將 |
| 大隊 |                       |                       |            | 上校或中校 |

聯隊，是英美式空軍或海軍航空兵的一種編制，相當於陸軍的旅或團，視各國狀況而有不同編制方式、名稱或指揮官軍階，但多數聯隊長由少將、准將擔任，有時由上校擔任。
一個聯隊通常由兩個以上的大隊組合而成，但這些大隊不一定都是飛行部隊，可能包含地面的支援或後勤單位。大隊其下尚下轄兩個以上的中隊。
一般是除了偵察搜索、空戰、轟炸、飛行部隊外，也會以在指定作戰地域獨立作業為原則來編制或配屬有同等規模的後勤廠站單位、修護單位、各類基地設施單位、後勤支援單位或警衛、戰鬥、防衛部隊，以綜整指揮各類不同專業的單位。

## 各國用法

### 英國皇家空軍
在英國皇家空軍及英聯邦（大英國協）各國的許多空軍中，聯隊（Group）由數支大隊（Wing）組成，各自又下轄兩支以上的中隊，總計起來一個聯隊所屬的中隊可達6到10個，大致相當於過去曾經存在於美國海軍編制中的艦載航空聯隊。由於英系空軍對聯隊及大隊的英語稱呼，正好與美系空軍的命名顛倒，因此在翻譯的場合需注意兩級單位的關係。
皇家空軍各基地也由聯隊管理，而遠征空軍聯隊則扮演遠征空軍大隊的直屬單位。此兩種聯隊均隸屬於空軍司令部，過去則歸戰術空軍司令部管轄。
當英國創立皇家空軍後，聯隊長通常由上校（Group Captain）擔任，但到第二次世界大戰期間時，出現了由准將（Air Commodore）甚至少將（Air Vice-Marshal）執行聯隊長職務的情形。

### 加拿大軍隊
加拿大皇家空軍在過去完全遵循英國系的空軍編制，但到今天已經成為了英聯邦各國空軍中的特例，與英國皇家空軍也不再相同。目前加拿大空軍的編制中，使用「航空師」（Air Division）作為與聯隊同級單位的名稱，師長階級為少將，其下的基地大隊在規模上也比較接近美國空軍，滿員時人數可達數千。
1990年代時，加拿大空軍司令部將所有的空軍基地收歸其管轄，並在各基地指定一支大隊，並且全交由溫尼伯的第1航空師管制。

### 美國空軍

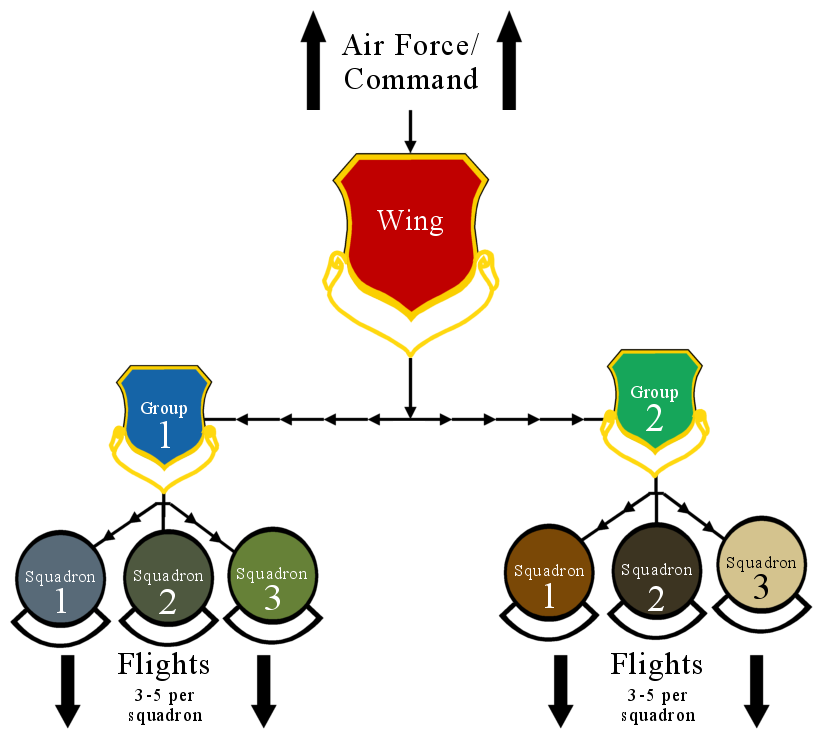
美國空軍一個典型聯隊的組織架構圖

與英聯邦體系空軍不同，美國空軍的聯隊稱作，並且在上設有航空軍（航空隊）作為直屬單位，聯隊長的階級則多為上校、少部分為准將。聯隊在美國空軍的編成目的，主要是為了能從特定基地出動並執行任務，在組織上，則分為聯隊指揮部和四個大隊（作戰大隊、維修大隊、醫務大隊和任務支援大隊），由這樣的組織所構成的一個聯隊，相當於美國陸軍的旅級部隊。此外，諸如空軍遠征聯隊等其他類型的聯隊，組成的目的便與一般聯隊不盡相同，部署地也可能不限於單一空軍基地，而分散在一整個戰區內，甚至全球各地。

#### 沿革
美國空軍的前身，即1920年代至1947年間的美國陸軍航空勤務隊、陸軍航空隊及陸軍航空軍，儘管同樣設有聯隊，但與今日美國空軍的聯隊並不相同。舉例而言，二戰時期的陸航聯隊都具有大型的行政及作戰組織，並下轄好幾個大隊和各種勤務單位，部署範圍也比目前的空軍聯隊廣大許多。二戰結束後，這類組織大多改制為航空師。
至於目前所見的空軍聯隊，是隨著1947年－1948年間的戰鬥聯隊測試計畫而開始誕生的，但性質為臨時單位。每個聯隊下都設有一戰鬥大隊、機場大隊（airdrome group）、維修補給大隊（maintenance and supply group）及基地醫務大隊（station medical group）。1948年該項測試結束後，美國空軍指揮部才將這些聯隊改制為永久性單位，其下的四個大隊也改為今日的名稱。編號方面，則大多以1當作個位數，且均由1至3個數字組成，例如第1戰鬥機聯隊、第21太空聯隊等。
在許多例子中，聯隊名稱中的編號是來自於二戰前編號相同的戰鬥大隊，而這些戰鬥大隊在終戰後都編入新聯隊下。例如第14戰鬥機聯隊（後改為第14飛行訓練聯隊）的編號是來自於存在數年的「第14戰鬥機大隊」，而該大隊在14戰機聯隊創設後，就會編為其下屬的戰機單位，而同樣屬於14戰機聯隊的其他大隊也會採用14當作編號。但這些大隊下的戰術聯隊不會比照辦理，而是另行編號。

#### 種類
目前美國空軍的聯隊分為如下三種：
- 作戰聯隊（operational wing）：為下轄作戰大隊及附屬作戰設施的聯隊，當此種聯隊於某空軍基地出動執行任務時，通常也需同時負責維護、運作該基地。此外，作戰聯隊在保修、後勤和彈藥方面均可以自力補充。當某一聯隊派駐在其他部隊管轄的空軍基地時，由該基地的司令部提供其所需的場站和後勤支援。
- 空軍基地聯隊（air base wing）：主要負責運作和管轄一空軍基地，亦常負責提供上級主要司令部支援。
- 特殊任務聯隊（specialized mission wing）：可為一基地的主駐部隊、或附派在其他單位的基地，執行如情報、訓練等專門性質的任務。

### 美國其他軍種或航空部門
美國海軍遵循英系空軍的組織架構，將航空隊（Group）定為由數支聯隊（Wing）組成的單位，例如一個巡邏偵察聯隊（CPRG）負責指揮數個巡邏偵查中隊（CPRW）。由海軍准將任聯隊長、海軍上校任中隊長。
美國海軍陸戰隊航空兵雖然採用與美國空軍一樣的英文單位名稱，將聯隊稱作，但與其相當的陸上單位並非旅或團，而是更高的師，因此聯隊長的階級是少將。一個海軍陸戰隊聯隊至少包含兩支陸戰飛行大隊及其下的中隊和支援單位。
美國民間航空巡邏隊共擁有52支聯隊（50州、華盛頓特區和波多黎各各一支），各自下轄大隊和中隊。有些州的民巡聯隊，例如德拉瓦州聯隊，由於組織規模過小，而使整個隊上只有一支大隊。

### 其他國家
許多國家的空軍均採取美國空軍的編法，按聯隊、大隊、中隊排列。使用美系空軍編制的亞洲國家中，日本航空自衛隊的航空團（こうくうだん）與聯隊相當，英語譯名翻為，指揮官的階級是相當於少將的空將補。在中華民國空軍中，聯隊長通常與陸軍旅長一樣為少將，僅氣象聯隊長是上校。其他採美式空軍編制的漢字圈國家——韓國空軍與1975年前的南越空軍亦設有聯隊，原文對應漢字分別為飛行團（비행단）和空團（Không đoàn）。韓國空軍的聯隊長一般是准將。
西方各國空軍中，聯隊在德國空軍稱作、在義大利空軍稱作、在二戰之前的法國空軍稱作。俄羅斯空軍則沿用前蘇聯式的空軍編制，與英美空軍聯隊對應的單位為航空團（авиационный полк）。